# Krka (Croatie)
 (janvier 2016).
Si vous disposez d'ouvrages ou d'articles de référence ou si vous connaissez des sites web de qualité traitant du thème abordé ici, merci de compléter l'article en donnant les références utiles à sa vérifiabilité et en les liant à la section « Notes et références ».
Pour les articles homonymes, voir Krka (homonymie).
La Krka, en italien : Cherca, est un fleuve de Dalmatie, en Croatie.

## Hydrologie
Elle prend sa source au pied de la montagne Dinara dans les Alpes dinariques, à 3,5 km de Knin et se jette dans la mer Adriatique après un cours de 73 km (y compris la partie submergée de l'estuaire) après avoir arrosé Šibenik.
La Krka arrose un bassin de 2 088 km2 et son débit moyen, au-delà de la cascade de Skradinski buk, est de 55 m3/s et peut dépasser les 350 m3/s en cas de pluies abondantes dans l'arrière-pays.

## Parc national de Krka

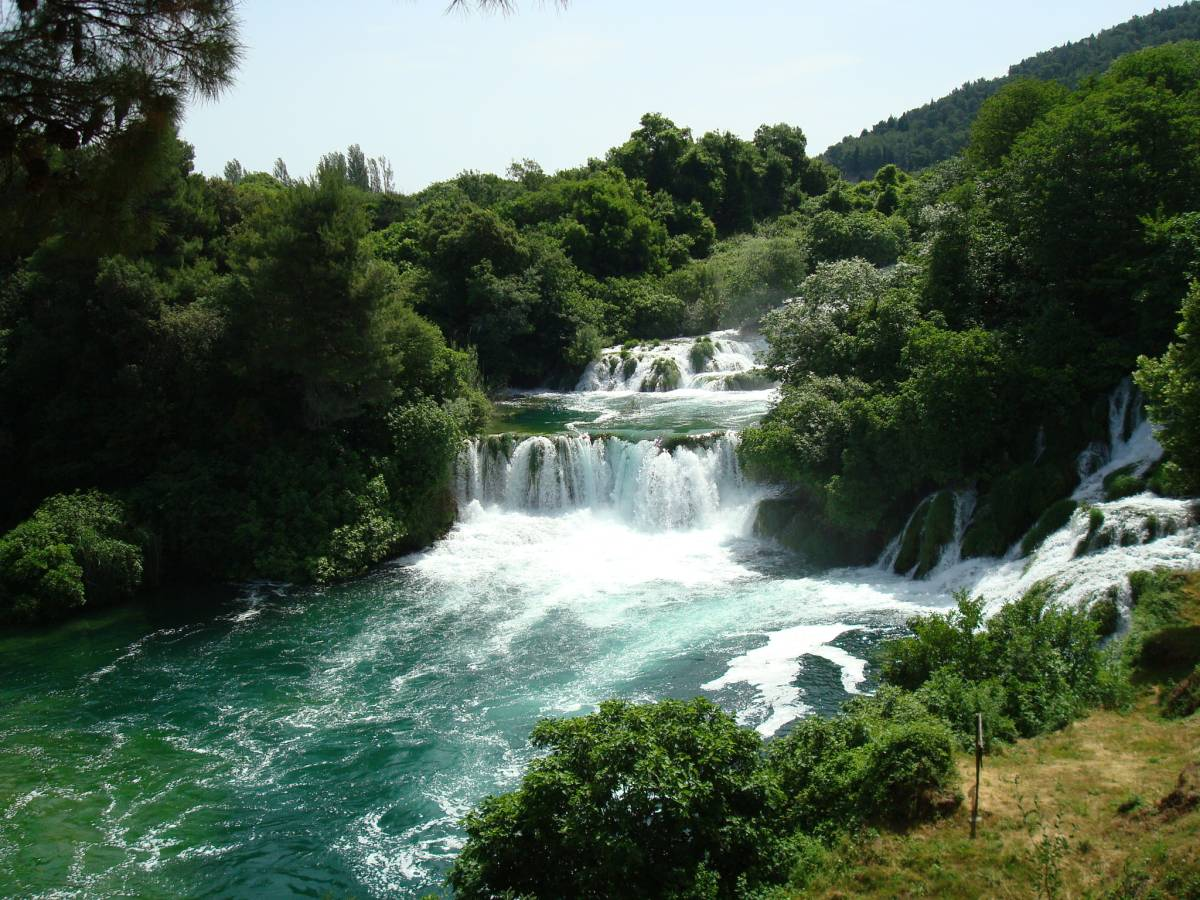
Chutes de la rivière Krka dans le parc national
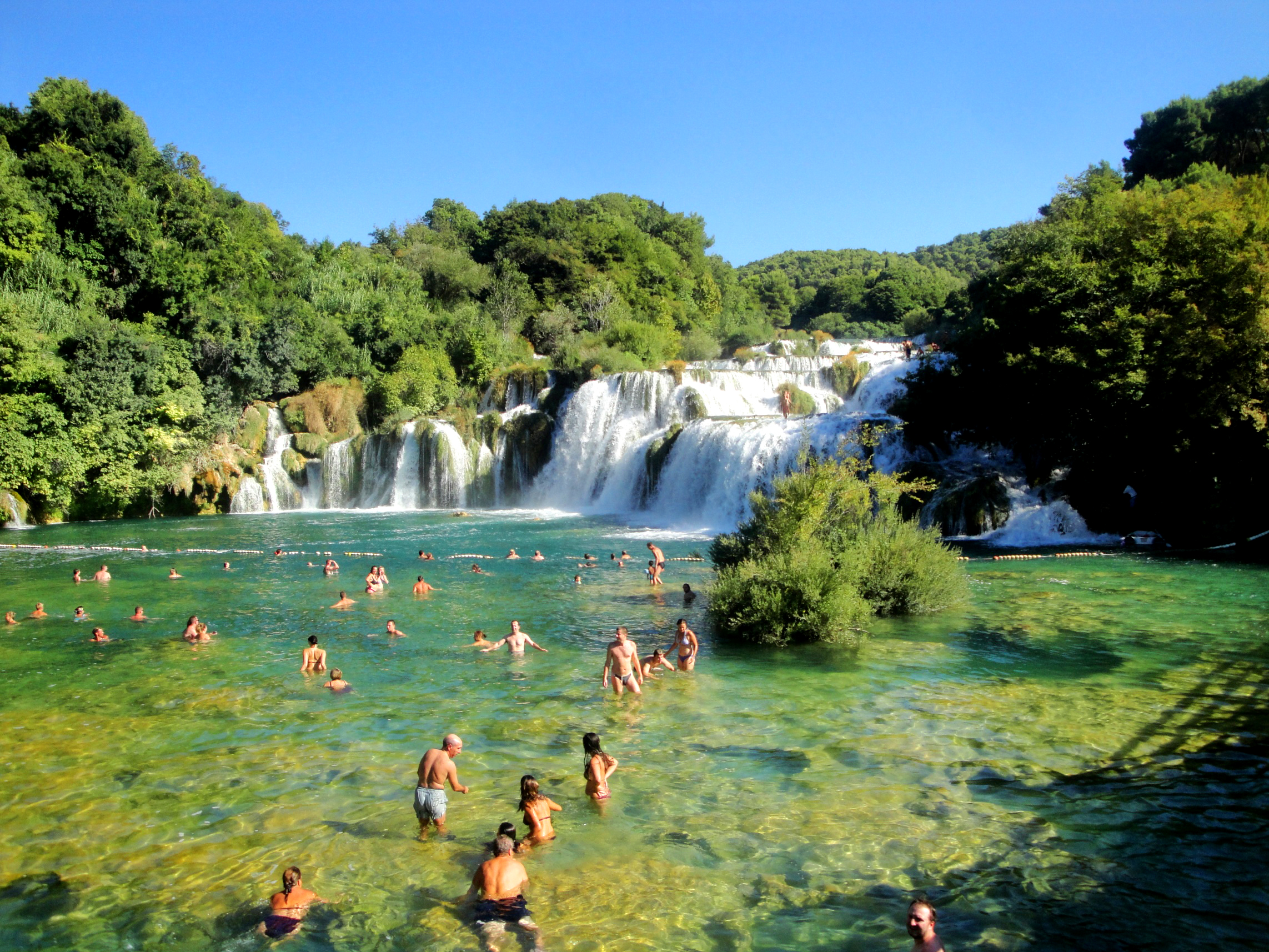
Chutes d'eau dans le bassin final
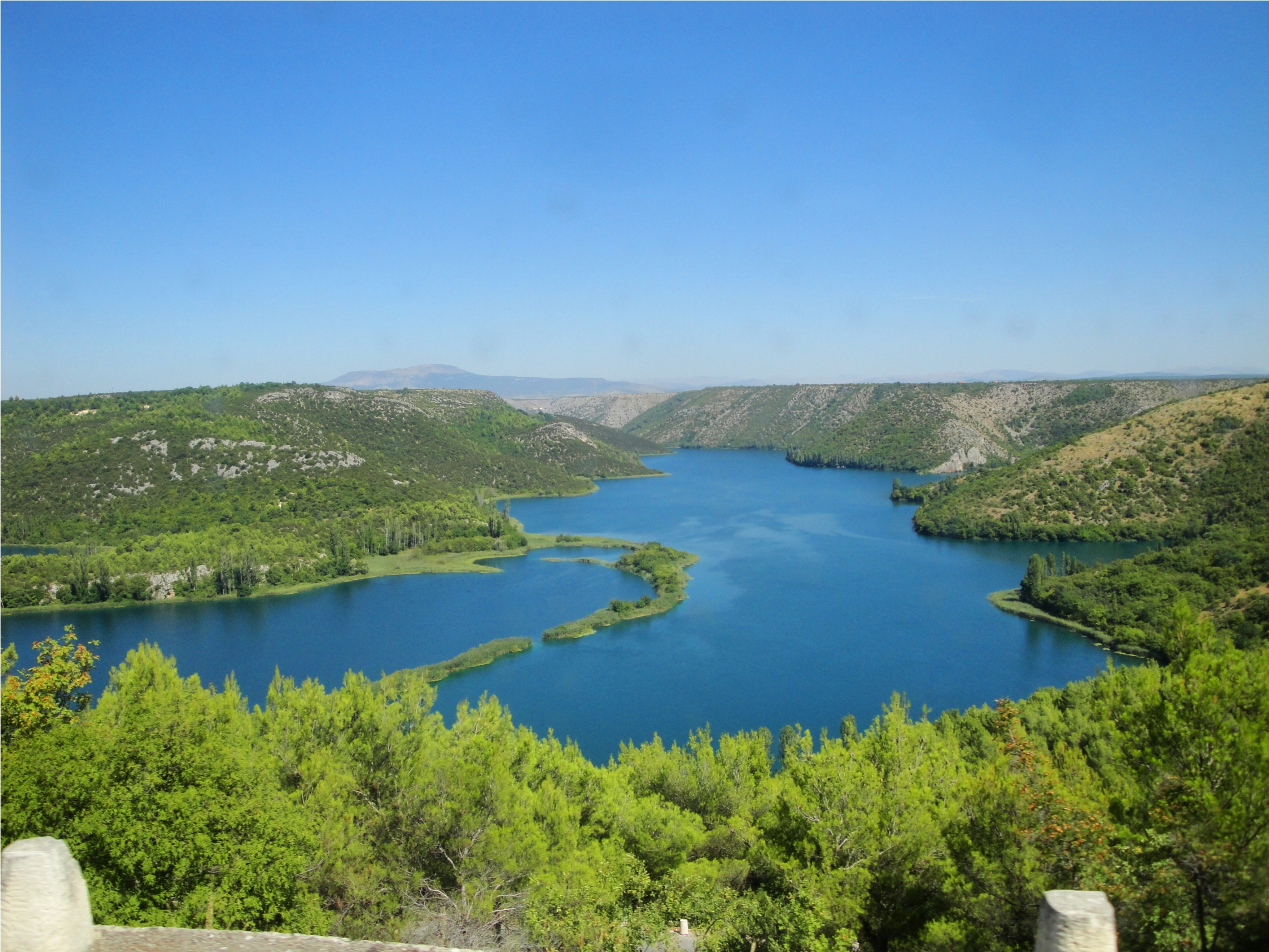
Vue depuis la route menant au parc

Proclamé parc national en 1985, il est situé dans le Comitat de Šibenik-Knin et couvre un territoire de 109 km2. Avec ses sept chutes et cascades, son éco-musée (anciens moulins) et ses parcours pédestres et naval, c'est un des plus beaux parcs nationaux de Croatie.